# Achelia crurispinifera
Achelia crurispinifera là một loài nhện biển trong họ Ammotheidae. Loài này thuộc chi Achelia. Achelia crurispinifera được miêu tả khoa học năm 1985 bởi Kim & Kim.